# Frame-Semantik
Die Frame-Semantik ist eine semantische Theorie, die die Bedeutung von sprachlichen Ausdrücken in Bezug zum Weltwissen der Sprecher analysiert.

## Entwicklung der Frame-Semantik
Die Frame-Semantik wurde von Charles J. Fillmore als Weiterentwicklung der Kasusgrammatik konzipiert. Im deutschsprachigen Raum wurde der linguistischen Frame-Theorie anfänglich jedoch nur ein vortheoretischer Wert für die Sprachwissenschaft zugesprochen. Aufgrund ihrer zeichentheoretischen Begründung gilt sie inzwischen als linguistisch fundiert. Beispielsweise skizzierten die Sprachwissenschaftler Alexander Ziem und Klaus Peter Konerding relevante Termini und Theorien, um die  Frame-Semantik linguistisch zu fundieren. Die Frame-Semantik etabliert sich zunehmend als kognitionswissenschaftliche Methodik in der Semantikforschung. Zudem kann die Frame-Semantik als interdisziplinäre Forschung bezeichnet werden, da sich ihre Theorie sowohl aus der KI-Forschung, der kognitiven Psychologie als auch der Linguistik speist.

## Framebegriff
Die Frame-Semantik beruht auf der Einsicht, dass sich die Bedeutung eines sprachlichen Ausdrucks (z. B. eines Wortes) nur erfassen lässt, wenn man über das entsprechende Weltwissen verfügt. Entscheidend ist hierbei in der Frame-Semantik die Annahme, dass dieses Weltwissen in sogenannten Frames organisiert ist. Frames sind demnach Wissensrahmen, die sich auf der Grundlage von Erfahrungen gebildet haben. Frames haben innerhalb des Verstehensprozesses die Funktion, verstehensrelevantes Wissen einzuspeisen und zu organisieren. 
Ein Frame ist somit eine mentale Repräsentation einer stereotypischen Situation, die von Sprechern aus der wiederholten Erfahrung mit realen Situationen abstrahiert wird und deren einzelne Elemente nur in Beziehung zueinander definiert werden können. In der Frame-Semantik geht man davon aus, dass jeder sprachliche Ausdruck (mindestens) einen solchen Frame aktiviert und in Bezug zu diesem Frame verstanden wird. Ein aktivierter Frame veranlasst einen Aktanten also dazu, auf der Basis des relevanten Hintergrundwissens eine Referenz herzustellen. Somit aktiviert ein Frame gewisse Vorstellungen und steuert darüber hinaus die Erwartungshaltung des Rezipienten.
So kann man z. B. das Wort kaufen nur in Bezug zu einem Frame verstehen, den man als „Kommerzielle Transaktion“ bezeichnen könnte. 
Zu diesem Frame gehören mindestens folgende Elemente: 
- ein Verkäufer,
- ein Käufer,
- eine Ware,
- ein Preis und
- Geld, sowie möglicherweise eine Rechnung und eine Quittung.

Außerdem gehört zu diesem Frame das Wissen darüber, in welcher Beziehung diese Frame-Elemente stehen: der Verkäufer besitzt die Ware, er möchte sie gegen Geld abgeben, er legt einen Preis fest, der Käufer gibt dem Verkäufer eine entsprechende Summe, woraufhin die Ware in seinen Besitz übergeht usw.
Entscheidend ist hierbei, dass die Bedeutung einzelner Wörter im Allgemeinen nicht durch einzelne Frame-Elemente definiert wird, sondern durch eine bestimmte Perspektivierung eines Frames. So wird eine kommerzielle Transaktion aus der Sicht des Käufers mit dem Verb kaufen bezeichnet, aus der Sicht des Verkäufers mit dem Verb verkaufen. In ähnlicher Weise kann man die Übergabe des Geldes mit verschiedenen Verben auf unterschiedliche Frame-Elemente hin perspektivieren: auf den Preis (Sie hat den verlangten Preis gezahlt), auf die Ware (Sie hat das Buch bezahlt), auf das Geld aus Perspektive des Käufers (Sie hat für das Buch viel Geld ausgegeben), auf das Geld aus Perspektive des Verkäufers (Er hat für das Buch viel Geld erhalten) usw.
Der Transaktions-Frame erlaubt es uns also nicht nur, einzelne Wörter zu verstehen, sondern außerdem die Gemeinsamkeiten und Unterschiede zwischen semantisch verwandten Wörtern in einem einheitlichen Bezugsrahmen zu verstehen.

## Die Strukturkonstituenten von Frames
- Leerstellen zeigen an, durch welche Prädikation sich ein Ausdruck sinnvoll kontextualisieren lässt.

- Standardwerte sind (vorläufig) inferierte Daten, die bereits mit dem aufgerufenen Frame assoziiert sind. Sie füllen Leerstellen eines Frames. Es sind Daten, die typischerweise zu erwarten sind.

- Konkrete Füllwerte sind durch den Kontext und die Wahrnehmung aktuell gegebene Daten. Sie spezifizieren den Frame, indem sie ebenfalls Leerstellen besetzen.

## Anwendungsbereiche
Die Frame-Semantik war ursprünglich eine Theorie zur Erfassung von Wortbedeutungen. Inzwischen werden Frames aber in den wichtigsten Versionen der Konstruktionsgrammatik auch für die Beschreibung von Konstruktionsbedeutungen herangezogen. So wird zum Beispiel die Bedeutung der ditransitiven Konstruktion durch einen allgemeinen „Transfer-Frame“ beschrieben.
Es gibt eine Reihe von Projekten, die sich mit der Erfassung und Systematisierung von Frames beschäftigen und die Ergebnisse in Form von lexikalischen Datenbanken verfügbar machen. Das erste dieser Projekte war das von Charles Fillmore ins Leben gerufene FrameNet-Projekt für die englische Sprache. Inzwischen gibt es ähnliche Projekte auch für andere Sprachen, für das Deutsche z. B. das „SALSA-Projekt“ und das „GermanNet-Projekt“ (siehe Weblinks).